# Matplotlib
A matplotlib egy, a Python programozási nyelvhez, és annak numerikus matematikai kiterjesztéséhez, a NumPy-hoz írt ábrázoló könyvtár. Objektumorientált API-val szolgál a plotok felhasználásba történő beágyazásához általános GUI-eszköztárak használatával, mint például a Tkinter, wxPython, Qt, vagy a GTK.  Továbbá rendelkezik egy  eljáráshoz szükséges „pylab” felülettel, egy állapotgép alapján (mint az OpenGL), amelyet úgy terveztek, hogy hasonlítson a MATLAB felületére, bár használata nem ajánlott. A SciPy is a matplotlib-et alkalmazza.
A matplotlibet eredetileg John D. Hunter írta. Azóta aktív fejlesztőközösség dolgozik rajta, és BSD-típusú licenc alatt terjeszthető. Michael Droettboomot jelölték ki a matplotlib vezető fejlesztőjévé, röviddel John Hunter 2012 augusztusában bekövetkezett halála előtt. Később Thomas Caswell is csatlakozott hozzá ebben a pozícióban. A matplotlib egy NumFOCUS által szponzorált projekt.
A matplotlib 2.0.x támogatja a Python verziókat a 2.7-től a 3.10-ig. A Python 3 támogatása a matplotlib 1.2.-vel kezdődött. A matplotlib 1.4 az utolsó verzió, ami támogatja a Python 2.6-ot. A könyvtár a Python 3 Statement aláírásával elköteleződött amellett, hogy ne támogassa a Python 2-t 2020 után.

## A MATLAB-hoz hasonlítva
A Pyplot egy matplotlib modul, ami MATLAB-hoz hasonló felülettel rendelkezik. A matplotlib arra lett tervezve, hogy olyan használható legyen, mint a MATLAB, azzal a előnnyel, hogy lehet Python-ban használni, valamint ingyenes és elérhető mindenki számára.

## Példák

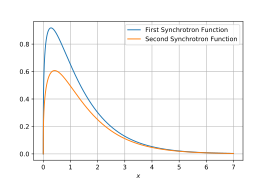
Görbék
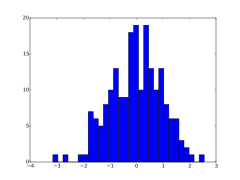
Hisztogram
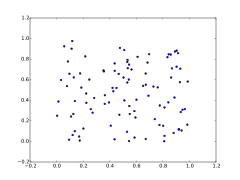
Scatter plot
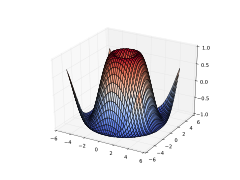
3D ábra
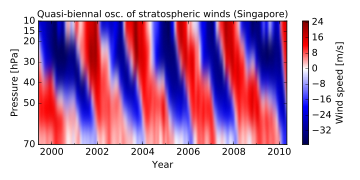
Kép ábrázolás
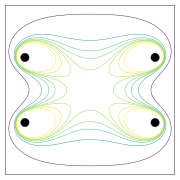
Kontúrvonal
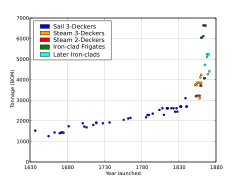
Scatter plot
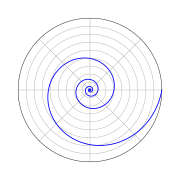
Ábrázolás polárkoordináta-rendszerben
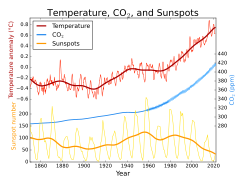
Görbék
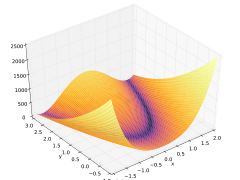
3D ábra
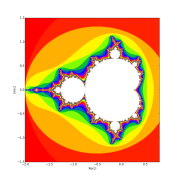
Kép ábrázolás

## Eszköztárak
Több eszköztár is elérhető, amelyek kiterjesztik a matplotlib funkcionalitását. Vannak köztük letölthetők illetve olyanok, amelyeket a matplotlib forráskóddal lehet elérni, de külső függésben állnak.
- Basemap: térképet plotolhatunk vele több térképprojekció, partvonal, illetve politikai határvonal segítségével.[8]
- Cartopy: egy térképábrázoló könyvtár, objektumorientált térképprojekciókra vonatkozó definíciókkal, és tetszőleges pont, vonal, sokszög és kép transzformációs adottságokkal.[8]
- Excel tools: Microsoft Excellel való adatcseréhez szükséges eszközök.
- GTK tools: Felület a GTK könyvtárhoz.
- Qt felület
- Mplot3d: 3-D plotok
- Natgrid: felület a natgrid könyvtárhoz rendszertelenül elrendezett adatok feldolgozásához.
- tikzplotlib: exportálja a Pgfplotokat a LaTeX-ba való könnyű integrálásért (korábban matplotlib2tikz néven futott)[10]
- Seaborn: biztosít egy API-t a matplotlib-re, ami észszerű lehetőségekkel szolgál a plot stílusára és az alapértelmezett színekre, meghatároz egyszerű High-level funkciókat gyakori statisztikai plot típusokhoz, és a Pandas által biztosított funkcionalitással integrál.

## Kapcsolódó projektek
- Biggles[11]
- Chaco[12]
- DISLIN
- GNU Octave
- Gnuplot-py[13]
- PLplot – Python binding-ok elérhetőek
- PyCha[14] – libcairo implementáció
- PyPlotter[15] – kompatibilis a Jython-nal
- SageMath – matplotlib-et használ az ábrázoláshoz
- SciPy (plt ésgplt modulok)
- wxPython (wx.lib.plot.py modul)
- Plotly – interaktív, online Matplotlib és Python gráfokhoz
- Bokeh[16] – Python interaktív vizualizációs könyvtár, ami modern webes keresőket céloz meg prezentáláshoz

## Fordítás
- Ez a szócikk részben vagy egészben  a   Matplotlib című angol Wikipédia-szócikk ezen változatának fordításán alapul.  Az eredeti cikk szerkesztőit annak laptörténete sorolja fel. Ez a jelzés csupán a megfogalmazás eredetét és a szerzői jogokat jelzi, nem szolgál a cikkben szereplő információk forrásmegjelöléseként.